# Asiophantes
Asiophantes é um gênero de aranhas da família Linyphiidae descrito em 1993. Engloba 2 espécies, que são encontradas na Rússia.